# رنگ‌های ثانویه

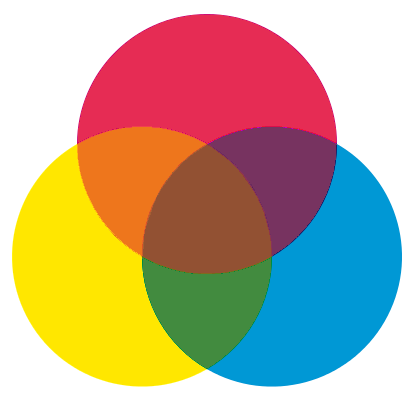
رنگهای اصلی و عمومی رنگدانه‌ها: قرمز اولیه، زرد، آبی مخلوط شده و نارنجی ثانویه، سبز، بنفش را تشکیل می‌دهند

به رنگ‌هایی که از ترکیب دو رنگ اصلی تشکیل بشود رنگ‌های ثانویه گفته می‌شود. این رنگ‌ها عبارت‌اند از سبز (آبی + زرد)، بنفش (آبی + قرمز) و نارنجی (زرد + قرمز)